# Arthur Norris
Arthur B. J. Norris  (ur. w XIX w., zm. w XX w.) – brytyjski tenisista, medalista igrzysk olimpijskich.
Podczas igrzysk olimpijskich rozgrywanych w Paryżu w 1900 roku zdobył dwa brązowe medale – w konkurencji gry pojedynczej oraz w grze podwójnej.
W singlu, w pierwszej rundzie pokonał André Prévosta. W kolejnym meczu zwyciężył z Archibaldem Wardenem. W półfinale uległ Haroldowi Mahony'emu. Brązowy medal uzyskał ex aequo z Reginaldem Dohertym.
W deblu występował w parze z Mahonym. W pierwszej rundzie Brytyjczycy pokonali reprezentację Francji. W kolejnym, półfinałowym spotkaniu ulegli zespołowi Brytyjskiemu 1. Miejsce na najniższym stopniu podium zajęli wspólnie z przedstawicielami Francji – Prévostem oraz de la Chapelle’em.